# Wendbach (Wahnbach)
Der Wendbach ist ein gut sieben Kilometer langer Bach im  nordrhein-westfälischen Rhein-Sieg-Kreis. Er ist ein linker Zufluss des Wahnbachs.

## Name
Der Name wird erstmals 1296 („bach die wendt genannt“) schriftlich erwähnt. Der Sprachwissenschaftler Albrecht Greule rekonstruiert die namentliche Ausgangsform  *Wandjō und sieht darin eine j-Ableitung des Wahnbachs (Ausgangsform *Wanda).

## Geographie

### Verlauf
Der Wendbach entspringt auf einer Höhe von etwa 232 m ü. NHN bei Much-Wohlfahrt an der Landstraße zwischen Neunkirchen und Much, die talabwärts lange ungefähr auf der südöstlichen Wasserscheide verläuft.
Er fließt im Wesentlichen in südwestlicher Richtung und mündet westlich von Neunkirchen auf ungefähr 126 m ü. NHN von links in den Wahnbach.

### Einzugsgebiet und Zuflüsse
Das knapp 9 km² große Einzugsgebiet des Wendbachs erstreckt sich über die Mucher Hochfläche und das Wahlscheid-Seelscheider Lößgebiet und wird durch ihn über Wahnbach, Sieg und Rhein in die Nordsee entwässert. Es erreicht im Nordosten eine maximale Höhe von etwa 245 m ü. NHN.
Es grenzt
- im Südosten an das Einzugsgebiet der Bröl und
- im Nordwesten an das des Wahnbachs.

Im Einzugsgebiet liegen die zur Gemeinde Much gehörende Ortschaften
- Senschenhöhe
- Feld
- Kranüchel
- Hardt
- Herchenbach
- Balensiefen

und die zur Gemeinde Neunkirchen-Seelscheid gehörenden Ortschaften
- Wennerscheid
- Balensiefen
- Brackemich
- Birkenfeld
- Hardt
- Höfferhof
- Neunkirchen

| Stat. in km | Name                | GKZ       | Lage   | Länge in km | EZG in km² | MQ in l/s | Mündung               | Mündungshöhe in m ü. NHN | Bemerkungen |
| ----------- | ------------------- | --------- | ------ | ----------- | ---------- | --------- | --------------------- | ------------------------ | ----------- |
| 006,50      | Spichelssiefen      | 272748-?? | rechts | 000,3000    |            |           |                       | 21800000                 |             |
| 006,30      | Hapohlsiefen        | 272748-?? | rechts | 000,6000    |            |           | bei Kranüchel         | 19100000                 |             |
| 006,20      | Herchenbachsiefen   | 272748-2  | links0 | 000,9070    | 0000,3700  | 0003,100  | bei Kranüchel         | 19000000                 |             |
| 006,10      | Stocksiefen         | 272748-?? | rechts | 000,6000    |            |           |                       | 18700000                 |             |
| 005,70      | Honnensiefen        | 272748-?? | rechts | 000,6000    |            |           |                       | 18600000                 |             |
| 005,30      | Appensiefen         | 272748-?? | links0 | 000,5000    |            |           | bei Oberdorf          | 18200000                 |             |
| 005,20      | Wehrfeldsiefen      | 272748-?? | rechts | 000,3000    |            |           | bei Oberdorf          | 18100000                 |             |
| 005,00      | Hufensiefen         | 272748-?? | rechts | 000,3000    |            |           |                       | 18000000                 |             |
| 005,00      | Rosensiefen         | 272748-?? | links0 | 000,7000    |            |           | bei Söntgerath        | 17700000                 |             |
| 004,30      | Thielensiefen       | 272748-4  | links0 | 001,510     | 0001,0440  | 0008,650  | bei Hardt             | 17300000                 |             |
| 004,20      | Rentssiefen         | 272748-?? | links0 | 000,6000    |            |           |                       | 17200000                 |             |
| 003,90      | Dachssiefen         | 272748-?? | rechts | 000,5000    |            |           |                       | 16900000                 |             |
| 003,60      | Igelssiefen         | 272748-?? | links0 | 000,5000    |            |           |                       | 16500000                 |             |
| 003,40      | Heiperichssiefen    | 272748-6  | links0 | 001,0450    | 0000,6060  | 0004,740  |                       | 16300000                 |             |
| 003,10      | Eulensiefen         | 272748-?? | rechts | 000,4000    |            |           |                       | 15900000                 |             |
| 003,00      | Bonnensiefen        | 272748-?? | rechts | 000,8000    |            |           |                       | 15500000                 |             |
| 002,50      | Moderhohnsiefen     | 272748-?? | rechts | 000,1000    |            |           |                       | 15100000                 |             |
| 002,30      | Engelschladensiefen | 272748-?? | links0 | 000,6000    |            |           | bei Herrenwiesermühle | 14900000                 |             |
| 002,10      | Höffersiefen        | 272748-?? | links0 | 000,4000    |            |           | bei Herrenwiesermühle | 14800000                 |             |
| 002,00      | Roßsiefen           | 272748-?? | rechts | 000,2000    |            |           |                       | 14700000                 |             |
| 001,00      | Hänschensiefen      | 272748-?? | links0 | 000,6000    |            |           |                       | 14000000                 |             |
| 000,20      | Häldensiefen        | 272748-?? | links0 | 000,7000    |            |           |                       | 13000000                 |             |

Anmerkungen zur Tabelle
1. ↑  Gewässerkennzahl, in Deutschland die amtliche Fließgewässerkennziffer mit zur besseren Lesbarkeit eingefügtem Trenner hinter dem Präfix, das einheitlich für den allen gemeinsamen Vorfluter Wendbach steht.
2. 1 2 3 4 5 6 7 8 9 10 11 12 13 14 15 16 17 18 19  aus Deutsche Grundkarte 1:5000, alle Daten manuell ermittelt